# Stonewalling
Con stonewalling (dall'inglese stone wall, ovvero muro di pietra) s'intende un rifiuto di comunicare e cooperare.
Questo comportamento si verifica in situazioni come la consulenza matrimoniale, i negoziati diplomatici e politici, e le cause legali.  Il linguaggio del corpo può svolgere funzione di contributo o rinforzo evitando, ad esempio, contatti ed interazioni con gli interlocutori. Spesso le persone fanno uso di deviazioni e sviamenti nella conversazione allo scopo di far decadere l'interesse sull'argomento trattato e/o di rendere la comunicazione stessa inutile o insignificante.
Alcune delle tattiche usate nello stonewalling sono: dare risposte stitiche e vaghe, rifiutarsi di rispondere alle domande o rispondere con ulteriori domande. Nella maggioranza dei casi, lo stonewalling è una tattica tesa a guadagnare tempo piuttosto che ad eludere la questione completamente.

## Politica
In politica, lo stonewalling è usato come mezzo per non rispondere ad una domanda o non esprimere un commento su certi principi o problemi, in particolar modo se il comitato od il politico in questione sono sotto inchiesta. Lo stonewalling, in politica e negli affari, può a volte portare ad ottenere un vantaggio importante.
William Safire scrive che lo stonewalling era un termine utilizzato originariamente nell'ambito del cricket australiano, ma il suo uso durante lo scandalo Watergate di Richard Nixon lo introdusse nell'uso corrente della politica americana, nel suo significato di "rifiuto di commentare".
Lo stonewalling può anche essere visto come una forma di ostruzionismo, soprattutto in politica.

## Relazioni
Il momento in cui uno od entrambi i membri di una coppia si rifiutano di comunicare può rappresentare il passo finale nella crisi del rapporto.
John Gottman definì questo passaggio come il "quarto cavaliere dell'apocalisse" nel suo modello a cascata della dissoluzione relazionale. Nei suoi studi, lo stonewalling è per lo più scelto dagli uomini, mentre le donne preferiscono far uso del "biasimo". L'evidenza sperimentale sembra indicare, negli uomini, uno stato di eccitazione subito precedente lo stonewalling, che genera nella compagna un aumento del battito cardiaco.
Se lo stonewalling persiste nella relazione, diviene il maggior indicatore in grado di predire il divorzio. La presenza di questo atteggiamento in uno od entrambi gli elementi della coppia, infatti, riduce la capacità di interagire in modo costruttivo e di aiutarsi a vicenda nel risolvere i problemi, e porta invece all'incapacità di ascoltare ed essere ascoltati, soprattutto nei momenti di disaccordo, e di empatizzare con il punto di vista e le preoccupazioni dell'altro. Lo stonewalling è, dunque, decisamente d'ostacolo alle relazioni, dal momento che non consente la risoluzione dei conflitti.
Lo stonewalling ha componenti fisiologiche e psicologiche in chi lo applica. Dal punto di vista fisiologico, può accadere di far uso dello stonewalling come metodo di auto-consolazione, il che può portare ad una chiusura completa nei confronti del mondo esterno. La persona che vi fa ricorso non è necessariamente consapevole di cosa sta accadendo, a causa di un notevole aumento dell'adrenalina dovuta allo stress, indotto a sua volta dalla reazione di attacco o fuga. Dal punto di vista psicologico, lo stonewalling è un meccanismo di difesa atto a preservare se stessi e le proprie emozioni.
Altri segni dello stonewalling, che si manifestano soprattutto in ambito relazionale, sono il silenzio, il bofonchiare monosillabi in modo monotono, cambiare il soggetto di discussione ed il lasciare fisicamente il posto (ad esempio andando in un'altra stanza).

## Testimonianza legale
I testimoni legali possono rifiutarsi di cooperare trattenendo informazioni utili e/o rifiutandosi di dare testimonianza in corte. Procuratori, avvocati e giudici possono provare a vincere queste resistenze offrendo incentivi come l'immunità. Un'altra tattica dello stonewalling è quella di fornire informazioni parziali od inventate oppure di non divulgare informazioni potenzialmente auto-accusatorie. L'uso dello stonewalling da parte dei testimoni è solitamente messo in atto in accordo con altre parti affinché la tattica sia efficace.